# Wilhelm Hermann von Lindheim
Wilhelm Hermann von Lindheim (4. května 1835, Ołdrzychowice Kłodzkie – 6. leden 1898, Vídeň) byl německo-rakouský průmyslník a stavitel železnic v Rakousko-Uhersku. Přispěl k výstavbě železnice ve střední Evropě a vzniku tramvajové dopravní sítě ve Vídni.

## Život
Narodil se v roce 1835 jako třetí dítě průmyslníka Hermanna Dietricha Lindheima (1790–1860) a jeho ženy Estelly Marie Mevil (1806–1878). Za otcovy zásluhy v rozvoji průmyslu získali jeho synové šlechtický titul, baron - von. Po ukončení studií na polytechnice v Hannoveru se věnoval spolu s bratrem Ernestem Edlerem von Lindheimem (1832–1895) vedení otcovy firmy a správě majetku. Po otcově smrti v roce 1860 prodali textilní závody v Oldřichovicích Friedrichovi Eduardovi von Löbbeckemu, který provozy nadále rozšiřoval. Ve druhé polovině 60. let 19. století Lindheimové své podíly v Pražské železářské společnosti stáhli a předali bankovnímu domu Löbbecke ve Vratislavi. Od roku 1870 až do roku 1905 je zastupoval Hugo von Löbbecke, zeť H. D. Lindheima.
Od roku 1867 se zabýval především železničním stavitelstvím. Jeho pozornost se zaměřila na území habsburské monarchie a zčásti na Rusko. Stavěl železnici z Liberce do Jablonce nad Nisou a do Tanvaldu, pak také z Teplic do Dubí a další.
Po přestěhování do Vídně obdržel v roce 1885 rakouské občanství. Inicioval zavádění elektrických tramvají ve Vídni. Byl také novinářem a rumunským generálním konsulem ve Vídni.